# Půdotok

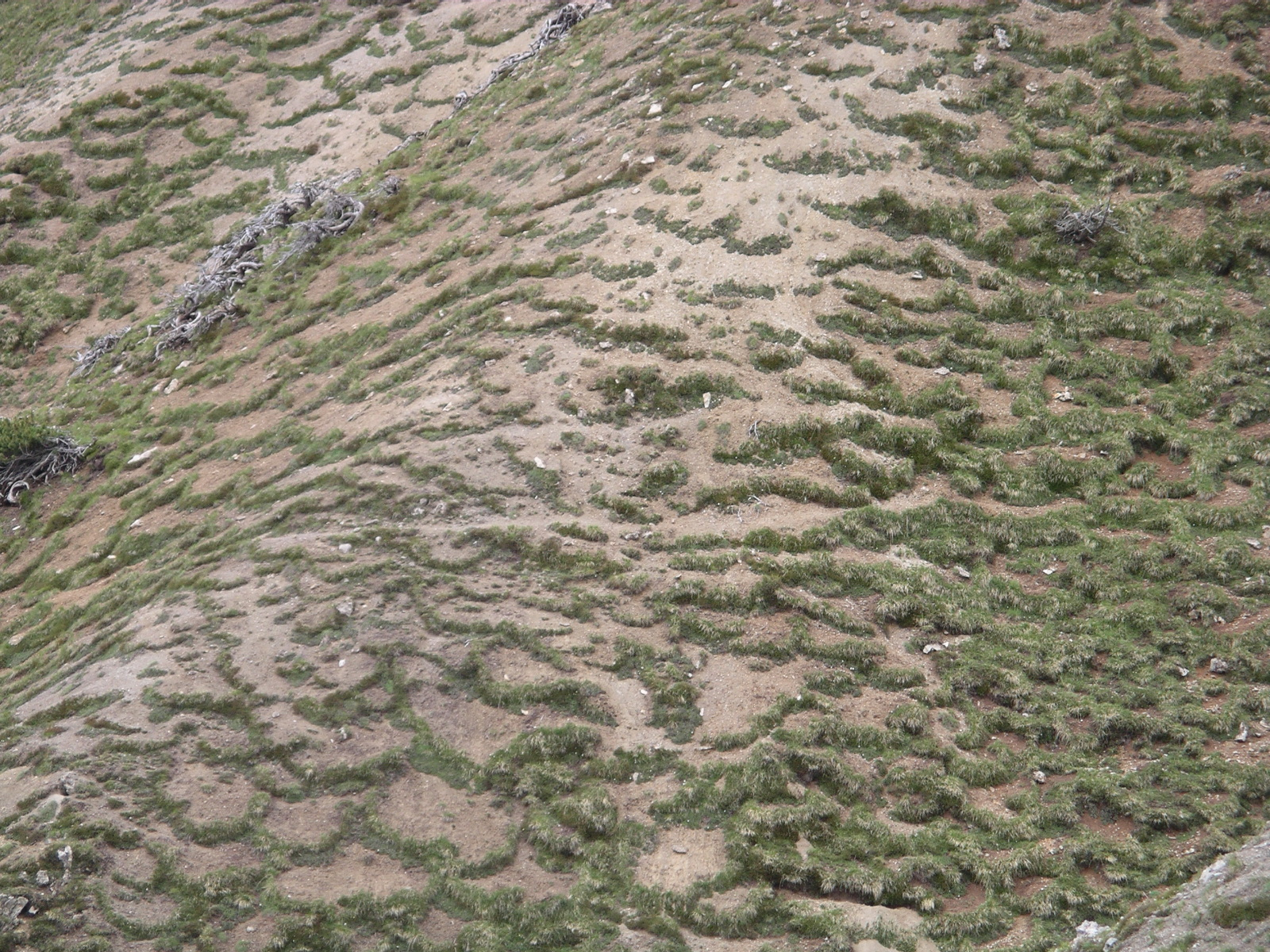
Příklad půdotoku na Zemi

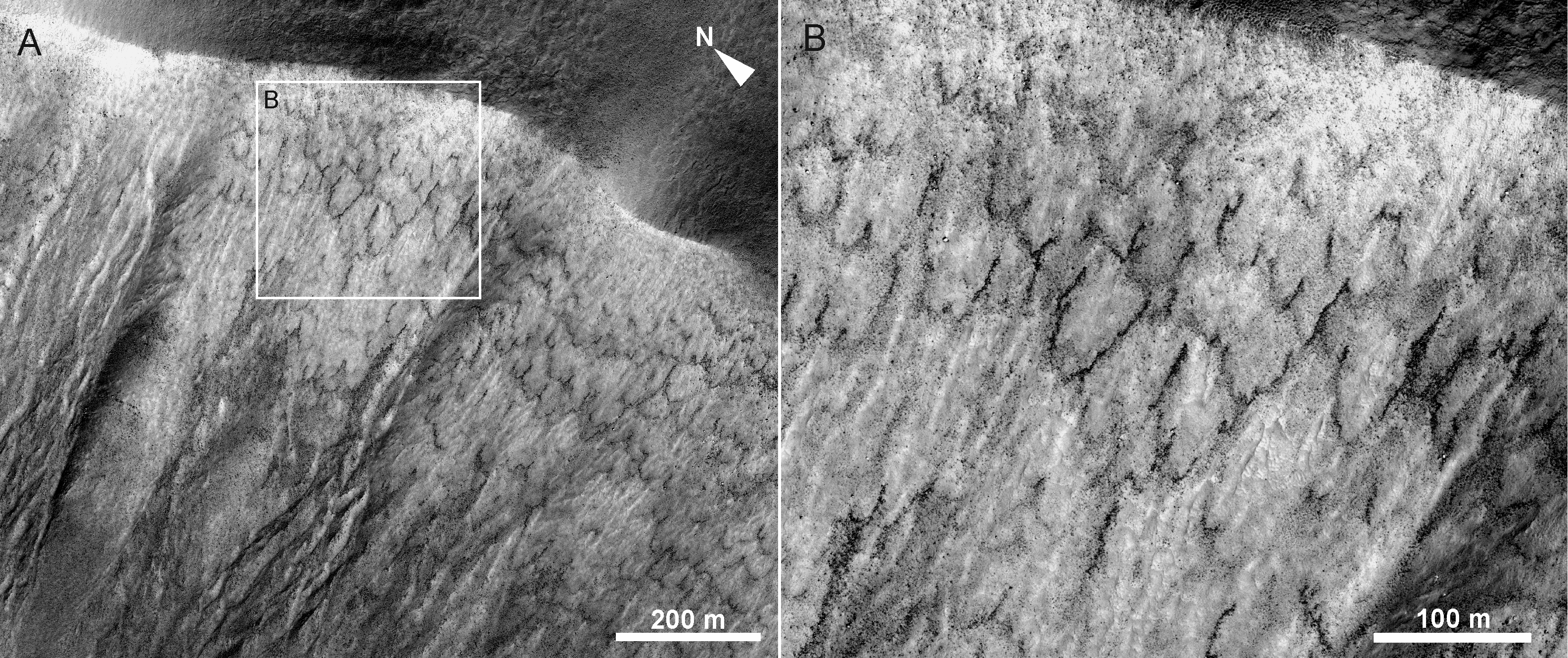
Příklad možného půdotoku na povrchu Marsu v oblasti Acidalia Planitia, část snímku HiRISE

Půdotok (soliflukce) je pohyb půdního a zvětralinového materiálu po svahu dolů.

## Typy
- Geliflukce (kongeliflukce) je forma soliflukce na permafrostu – pomalý pohyb materiálu po svahu dolů v periglaciálním klimatu. Půda je provlhčena a není zpevněna kořeny, při větším sklonu se dává do pohybu a vznikají půdní girlandy až kongeliflukční terasy.

- Rychlá soliflukce je vázána na typy půd s iluviálním (obohaceným) horizontem, dochází k ní v rovníkových nebo subrovníkových oblastech. V nepropustném (jílovitém) horizontu se akumuluje voda a po dosažení určité hranice dojde k náhlému utržení hmoty.